# Енисей
Енисѐй (на руски: Енисей, на евенкски Ионесси „голяма вода“, на хакаски Ким, на тувински Улуг-Хем „велика река“, на кетски Хук, на селкупски Пуул Таяс-колд, на ненецки Енся’ ям’, на ескимоски Eнненайваам) е голяма река в Азиатската част на Русия, Среден Сибир, Република Тува, Красноярски край и Република Хакасия.
Това е четвъртата по дължина река в Русия след Лена, Об и Волга и една от най-големите реки на Земята. Дължината на реката е 3487 km. Дължината на Енисей заедно с лявата съставяща я река Малък Енисей е 4102 km, а с река Ангара, езерото Байкал, река Селенга и река Идер (дясна съставяща на Селенга) – 5075 km. Площ на водосборния басейн – 2580 хил. km² (второ място в Русия след Об и седмо място в света). Влива се в Енисейския залив на Карско море.

## Географска характеристика

### Извор, течение, устие

#### Горно течение
Река Енисей се образува от сливането на реките Малък Енисей (615 km, лява съставяща) и Голям Енисей (605 km, дясна съставяща), на 619,5 m н.в., при град Кизил, столицата на Република Тува.
Горното течение на Енисей обхваща участъка от образуването на реката при 3487 km до град Саяногорск в Минусинската котловина, при 3013 km – 474 km. На протежение от първите 188 km реката тече на запад под името Горен Енисей (Улуг Хем) в пределите на северния борд на Тувинската котловина. Руслото ѝ на много места се разделя на ръкави и изобилстват бързеи и теснини, като ширината му се колебае от 100 до 650 m, а дълбочината от 4 до 12 m в тесните и дълбоки части и до 1 m в бързеите и плитчините. След устието на левия си приток река Хемчик (Кемчик) Енисей завива на север и на протежение от 290 km прорязва системата от хребети на планината Западни Саяни. Тук реката тече в тясна долина, на места каньоновидна с ширина до 100 m, а руслото ѝ изобилства от много прагове (Голям, Дедушкин, Джойски и др.) и бързеи. Близо до устието на река Казирсук (десен приток) се намира най-опасния и непреодолим за корабоплаване Голям праг (дължина 320 m, денивелация от 2 до 6 m, скорост на течението 6 – 8 m/s). След Големия праг се намират широки и дълбоки (до 20 m) езеровидни разширения. След изграждането на голямото Саяно-Шушенско водохранилище тези прагове и теснини са завирени и не представляват пречка за корабоплаването.

#### Средно течение
Средното течение на реката се простира от град Саяногорск в Минусинската котловина, при 3013 km до устието на река Ангара при 2137 km – 876 km. В началото на този участък Енисей тече през Минусинската котловина, като долината ѝ се разширява и в коритото ѝ се появяват множество острови. След устието на левия приток река Абакан долината става още по-широка (до 5 km), руслото – над 500 m, а скоростта на течението намалява до 2 m/s. След устието на Абакан реката навлиза в Красноярското водохранилище (дължина 360 km), преградната стена на което се намира при град Дивногорск, Красноярски край, където Енисей проломява северозападната част на планината Източни Саяни. След изтичането си от водохранилището, до град Красноярск долината на реката е тясна, със стръмни, на места с отвесни скалисти брегове, т.нар. „Стълбове“. Между Красноярск и устието на Ангара долината на Енисей отново се разширява, реката изгубва планинския си характер, но в руслото ѝ все още се срещат подводни прагове, продължения на Енисейското възвишения (рус. Енисейски кряж), разположено покрай десния ѝ бряг. Най-големият от тези прагове е трудно проходимият Казачинския праг при село Казачинское с дължина около 4 km, денивелация 3,8 m и ширина на коритото 550 – 600 m, вместо обичайните 800 – 1300 m.

#### Долно течение
Долното течение на реката започва от устието на река Ангара и е с дължина 2137 km. В този участък характера на долината и руслото на Енисей рязко се променят. Десният бряг остава висок и стръмен, а левият нисък и с голяма заливна тераса. Ширината на реката надминава 2 km, дълбочината се увеличава до 10 – 17 m, а скоростта на течението намалява до 0,8 – 1,1 m/s. След устието на река Долна Тунгуска ширината на долината достига 40 km, при град Дудинка и село Уст Порт до 150 km, ширината на руслото 2,5 – 5 km, а минималните дълбочини по цялото долно течение се колебаят от 5 до 8,5 m. Преди устието на река Подкаменна Тунгуска Енисей отново проломява Енисейското възвишения (рус. Енисейски кряж), като образува Осиновския праг. Тук дълбочината пада до 2,5 m, а скоростта на течението се увеличава до 2 – 3 m/s. След прага реката преминава през тясно и скалисто дефиле, като тук ширината ѝ е едва 740 m, а дълбочината нараства до 60 m. След устието на река Долна Тунгуска преобладаващите дълбочини са от 14 до 20 m, а след Дудинка – нараства до 20 – 25 m. Руслото се разделя на множество ръкави с острови между тях, които достигат дължина до 20 km.
След устието на река Курейка (десен приток), където са усещат морските приливи, започва устиевият участък на Енисей. За устие на реката се приема отвора (ширина 12 km) разположен южно от нос Сапачна Карга. След село Уст Порт започва делтата на Енисей. В района на Бреховските острови руслото на Енисей се разделя на множество протоци, най-големи от които са ръкавите: Охотски Енисей, Каменен Енисей, Голям и Малък Енисей. Общата ширина на този участък надхвърля 50 km. След това всичките ръкави на делната се събират в едно цяло и се вливат в южната част на Енисейския залив на Карско море.

### Водосборен басейн, притоци

#### Водосборен басейн
Водосборният басейн на река Енисей обхваща площ от 2580 хил. km2 и е вторият по големина водосборен басейн в Русия след този на Об и седми в света. Той има ясно изразена асиметрична форма, неговата дясна част е 5,6 пъти по-голяма от лявата част. Водосборният басейн обхваща крайните източни части Западносибирската равнина, западните части на Северосибирска низина, югоизточната част на платото Путорана, западните и южни части на Средносибирското плато, целите Саянски планини (Източни и Западни Саяни), източните склонове на Абаканския хребет и планината Алтай, западната част на обширното Лено-Ангарско плато, западните части на Забайкалските планини, северните части на планината Хангай в Монголия и западните и северозападни части на планината Хентей в Монголия. По-голямата част от водосборния басейн на реката са заети от планински и полупланински райони. Южните части се простират в района на степите, централните – в района на гъстите иглолистни гори (тайга), а северните попадат в зоната на лесотундрата и тундрата.
Във водосборния басейн на реката попадат части от териториите на Монголия (близо 1/4 от цялата площ на страната) и Русия: Република Бурятия, Забайкалски край, Иркутска област, Красноярски край (в т.ч. Евенкски автономен окръг и Таймирски автономен окръг), Република Тува, Тюменска област и Република Хакасия.
Границите на водосборния басейн на реката са следните:
- на североизток – водосборните басейни на реките Пясина, вливаща се в Карско море и Хатанга, вливаща се в Море Лаптеви;
- на изток – водосборния басейн на река Лена, вливаща се в Море Лаптеви;;
- на югоизток – водосборния басейн на река Амур, вливаща се в Охотско море;
- на юг – водосборните басейни на реките Тес-Хем и Кобдо, вливащи се в Котловината на големите езера в Монголия и други по-малки реки губещи се в пустинята Гоби;
- на запад – водосборните басейни на реките Об и Таз, вливащи се в Карско море;
- на северозапад – водосборните басейни на река Месояха и други по-малки, вливащи се в Карско море.

#### Притоци
Общо във водосборния басейн на реката (в пределите на Русия) има над 198 620 реки с обща дължина 884 754 km, а езерата са 126 364 и заемат площ от 51 835 km2. Самата река Енисей получава 33 притока с дължина над 200 km, като 21 от тях са дължина от 201 до 500 km; 9 с дължина от 501 до 1000 km и 3 притока с дължина над 1001 km. По-долу са изброени всичките тези 33 реки, за които е показано на кой километър по течението на реката се вливат, дали са леви (→) или десни (←), тяхната дължина, площта на водосборния им басейн (в km2) и мястото, където се вливат.
- 3487 ← Голям Енисей (Бий Хем) 605 / 56 800, дясна съставяща, при град Кизил, Република Тува
- 3487 → Малък Енисей (Ка Хем) 615* / 58 700*, лява съставяща, при град Кизил, Република Тува
- 3299 → Хемчик (Кемчик) 320 / 27 000, в Саяно-Шушенското водохранилище, Република Тува
- 3232 ← Ус 236 / 6880, в Саяно-Шушенското водохранилище, Красноярски край
- 3061 → Кантегир 209 / 5400, в Саяно-Шушенското водохранилище, Красноярски край
- 2948 ← Оя 254 / 5300, при село Чихачево, Красноярски край
- 2887 → Абакан 514 / 32 000, в град Абакан, Република Хакасия
- 2795 ← Сида 207 / 4450, в Красноярското водохранилище, Красноярски край
- 2632 ← Сизим 270 / 3260, в Красноярското водохранилище, Красноярски край
- 2488 ← Мана 475 / 9320, при село Уст Мана, Красноярски край
- 2356 ← Кан 629 / 36 900, при село Уст Кан, Красноярски край
- 2137 ← Ангара 1779 / 1 039 000*, при посьолок Стрелка, Красноярски край
- 2045 → Кем 356 / 8940, при село Уст Кем, Красноярски край
- 1955 ← Голям Пит 415 / 21 700, при село Уст Пит, Красноярски край
- 1817 → Кас 464 / 11 200, при село Грива, Красноярски край
- 1765 → Сим 694 / 31 600, при село Ярцево, Красноярски край
- 1689 ← Вороговка 202 / 3770, на 12 km югоизточно от село Зотино, Красноярски край
- 1670 → Дубчес 433 / 15 300, при село Зотино, Красноярски край
- 1571 ← Подкаменная Тунгуска 1865 / 240 000, при село Подкаменна Тунгуска, Красноярски край
- 1425 ← Бахта 498 / 35 500, при село Бахта, Красноярски край
- 1422 → Сарчиха 214 / 2740, при село Бахта, Красноярски край
- 1311 → Елогуй 464 / 25 100, при село Верхнеимбатск, Красноярски край
- 1214 ← Долен Имбак 232 / 2230, при село Сургутиха, Красноярски край
- 1184 ← Фатяниха 211 / 6110, Красноярски край
- 1154 → Пакулиха 208 / 4740, при село Бакланиха, Красноярски край
- 1058 ← Суха Тунгуска 212 / 7390, при село Суха Тунгуска, Красноярски край
- 990 ← Долна Тунгуска 2989 / 473 000, при село Туруханск, Красноярски край
- 971 → Турухан 639 / 35 800, Красноярски край
- 863 ← Курейка 888 / 44 700, при село Курейка, Красноярски край
- 433 ← Дудинка 200 / 5970, в град Дудинка, Красноярски край, Таймирски автономен окръг
- 333 → Малка Хета 298 / 6430, при село Малка Хета, Красноярски край, Таймирски автономен окръг
- 325 → Голяма Хета 646 / 20 700, Красноярски край, Таймирски автономен окръг
- → Танама 521 / 23 100 (влива се в протока Дерябински Енисей), Красноярски край, Таймирски автономен окръг

### Хидроложки показатели
Река Енисей се отнася към типа реки със смесено подхранване с преобладаване на снежното (малко над 50%), дъждовно 36 – 38% и подземно до 16% в горното течение, а в долното намалява. За голяма част от течението на реката е характерно „разтегнато“ пролетно пълноводие и летни епизодични наводнения и зимно маловодие. За горното течение пролетно-лятното пълноводие е много продължително. В горното течение то започва през май, а в отделни години през април, в средното малко по-рано, а в долното от средата на май или началото на юни. Колебанията на речното ниво в горното течение са 5 – 7 m в широките участъци и 15 – 16 m в тесните, в долното течение достигат до 28 m, а към устието се намаляват до 11,7 m (при село Уст Порт). Замръзването на реката започва от долното течение в началото на октомври, в средното – в края на октомври, а в горното – в края на ноември или началото на декември. Размразяването на реката започва от горното течение в края на април, след това в средното – през първата половина на май и накрая в долното – в началото на юни. Поради това че размразяването на Енисей започва от горното течение и постепенно слиза към долното, което все още не се е размразило, се наблюдава натрупване на огромни количества ледове, които задръстват големи участъци по средното и долното течение на реката и тя причинява големи наводнения. Среден годишен отток при Кизил 1009 m3/s, при Саяногорск 1484 m3/s, при Красноярската ВЕЦ 2723 m3/s, при Красноярск 2864 m3/s, при Енисейск 7724 m3/s, при устието на Подкаменна Тунгуска 10 768 m3/s, при Игарка 18 395 m3/s (максимален 154 000 m3/s), в устието 19 800 m3/s. Общия годишен воден отток на Енисей възлиза на 624 km3 и по този показател реката заема първо място сред реките на Русия.
Средномесечен отток на река Енисей (в m3/s) в хидрометрична станция Игарка за периода от 1936 по 1999 г.

## Селища
По течението на реката са разположени стотици по-големи и по-малки населени места, в т.ч. 13 града, 9 селища от градски тип (посьолки) и 5 села районни центрове:
- Република Тува – градове: Кизил и Шагонар
- Република Хакасия – градове Саяногорск и Абакан; селища от градски тип: Черьомушки, Майна и Уст Абакан (районен център)
- Красноярски край – градове: Минусинск, Дивногорск, Красноярск, Сосновоборск, Железногорск, Лесосибирск, Енисейск и Игарка; селища от градски тип: Шушенское (районен център), Зелени Бор, Овсянка, Берьозовка (районен център), Стрелка и Подтьосово; села районни центрове: Краснотуранск, Новоселово, Казачинское и Туруханск
  - Таймирски автономен окръг – град Дудинка и село Караул (районен център).

## Стопанско значение
Река Енисей е важен транспортен път в Красноярския край. Регулярно корабоплаване се извършва от устието да град Саяногорск (3013 km). Основните товаропотоци са между градовете Красноярск и Дудинка. Главните пристанища и пристани са: Абакан, Красноярск, Стрелка, Маклаково, Енисейск, Туруханск, Игарка и Уст Порт. До пристанище Игарка се изкачват морски кораби. В района на преградната стена на Красноярското водохранилище е изграден уникален корабоподемник, който прекарва речните кораби от и във водохранилището. В Република Тува реката също е плавателно, но за малки речни съдове, като основно пристанище е град Кизил. По течението на реката се извършва и транспортиране на огромно количество дървен материал на салове.
На Енисей са изградени две големи водохранилища: Красноярско и Саяно-Шушенско. В основите на преградните им стени има мощни ВЕЦ-ове. Саяно-Шушенската Вец е най-мощната в Русия и 9-а в света. След строителството на двете водохранилища по течението на реката настъпват сериозни екологически последствия. Реката престава да замръзва в районите на Саяногорск, Дивногорск и Красноярск поради изхвърлянето на топли отточни води от канализациите на тези градове. Климатът в района на водохранилищата става по-мек и по-влажен поради огромното количество вода събираща се в двете водохранилища. Освен това след завиряването на водохранилищата са залети големи площи обработваеми земи, унищожени са археологически паметници, биоценози и рибни ресурси и се налага преместване на множество населени места, които попадат в чашките на водохранилищата.
В района на град Железногорск действат два ядрени реактора за производство на плутониеви ядрени глави и обработената вода, която се използва за охлаждане на реакторите се изхвърля обратно в реката без пречистване, което довежда до радиационно замърсяване на Енисей.
По цялото течение на река Енисей са изградени 12 моста, от които 2 железопътни и 10 автомобилни:
Два автомобилни моста в град Кизил;
Автомобилен мост при посьолок Черьомушки;
Автомобилен и железопътен мост при посьолок Зелени Бор;
Автомобилен мост при град Дивногорск;
Един железопътен и пет автомобилни моста в град Красноярск.